# Rgotina
Rgotina (cyr. Рготина) – wieś w Serbii, w okręgu zajeczarskim, w mieście Zaječar. W 2011 roku liczyła 1452 mieszkańców.